# John Thorpe
John Thorpe (* um 1563; † 1655 in London) war ein englischer Architekt.

## Leben
Thorpe, Sohn eines Maurermeisters, war Sekretär der Royal Works (1584–1601) und Landvermesser der Regierung. Entgegen früheren Annahmen hat Thorpe keine bedeutenden Bauwerke entworfen. Er hinterließ jedoch ein Skizzenbuch mit allen wichtigen Gebäuden, die zur Zeit Elisabeth I. und Jakob I. erbaut wurden. Das Buch ist eine wertvolle Quelle für die Geschichte der Architektur.

## Bauten (Auswahl)
- Kirby Hall, Northamptonshire
- Charlton House, London
- Longford Castle, Wiltshire
- Holland House, Kensington
- Rushton Hall, Northamptonshire
- Audley End, Essex